# Susulus
Susulus is een geslacht van steenvliegen uit de familie Perlodidae. De wetenschappelijke naam van het geslacht is voor het eerst geldig gepubliceerd in 1989 door Bottorff, Stewart & Knight.

## Soorten
Susulus omvat de volgende soorten:
- Susulus venustus (Jewett, 1965)